# Systasis merula
Systasis merula är en stekelart som först beskrevs av Walker 1839.  Systasis merula ingår i släktet Systasis och familjen puppglanssteklar. Inga underarter finns listade i Catalogue of Life.